# Élie de Rothschild

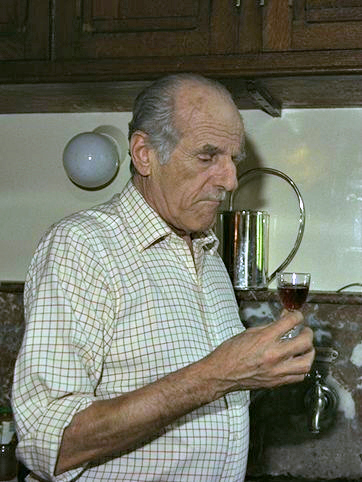
Élie de Rothschild 1994

Baron  Élie Robert de Rothschild (* 29. Mai 1917 in Paris; † 6. August 2007 in Scharnitz, Tirol) war ein französischer Bankier, Winzer und Mitglied der Familie Rothschild.

## Leben
Élie de Rothschild war der Sohn von Baron Robert Philippe de Rothschild (1880–1946) und Gabrielle Beer (1886–1945). Er geriet während des Zweiten Weltkriegs in deutsche Kriegsgefangenschaft und war zunächst im Oflag X-B in Nienburg/Weser interniert, bevor er nach einem Ausbruchsversuch auf Schloss Colditz interniert wurde. 
Sein verwundeter Bruder Alain wurde in einem Spital nahe der belgischen Grenze untergebracht.
1945 übernahm er das von deutschen Besatzern zerstörte Château Lafite-Rothschild in Pauillac bei Bordeaux, das er in den folgenden Jahrzehnten wieder aufbaute und zu neuer Blüte führte. Mitte der 1970er Jahre übergab er die Leitung des Weinguts an seinen Neffen Éric de Rothschild. Daneben galt Élie de Rothschild als großer Kunstsammler, der insbesondere die Werke Rembrandts, Thomas Gainsboroughs, Jean Dubuffets und Picassos schätzte.
An der Bank Rothschild Frères war er mit einem Anteil von 25 Prozent beteiligt. Die ehemalige Eisenbahngesellschaft Paris-Lyon-Marseille wandelte er in einen Reisekonzern mit Hotels und Restaurants um. Rothschild erlag einem Sekundenherztod in seinem Jagdhaus nahe Scharnitz bei Innsbruck, wo er einer der größten Jagdpächter war.

## Familie
Als kriegsgefangener Offizier erreichte Élie de Rothschild seine Ferntrauung im Schloss Colditz am 7. Oktober 1941. Das Ehegelöbnis der Gattin Baronin Liliane Fould-Springer erfolgte im Rathaus von Cannes am 7. April 1942. Die Eheleute hatten drei Kinder: Sohn Nathaniel und die beiden Töchter Elisabeth und Nelly, die ihrerseits fünf Kinder haben.

## Zitat
- Pour vivre heureux, vivons cachés. (Um glücklich zu leben, leben wir verborgen.) Jean-Pierre Claris de Florian, Familienmaxime[3]